# Antropometría

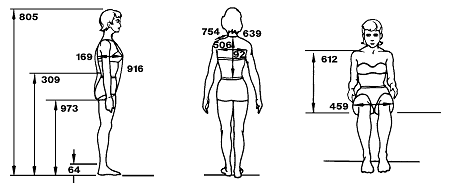
Medidas antropométricas.

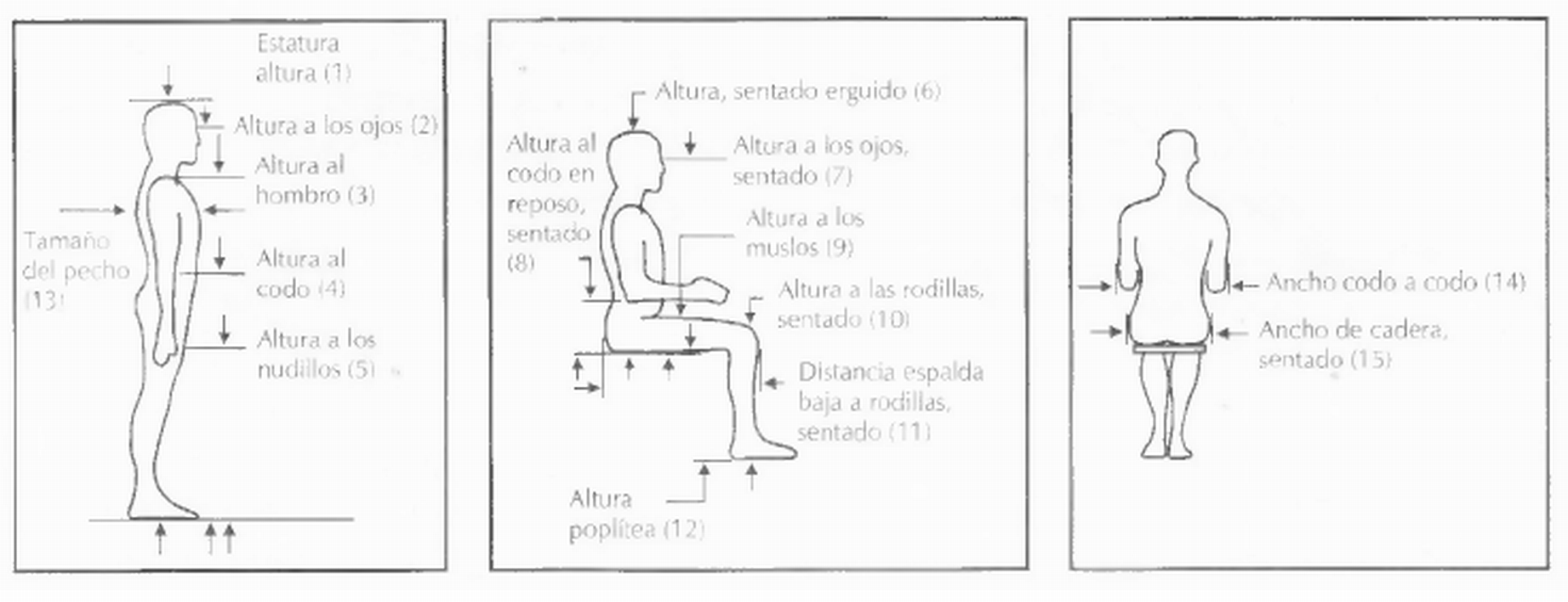
Las medidas que incluye la antropometría.

La antropometría se ocupa de las mediciones comparativas del cuerpo humano, sus diferentes partes y sus proporciones. Generalmente, se realiza con el objetivo de establecer la frecuencia con la que se presentan en distintas culturas, sexos, grupos etarios, cohortes, etc. Es un método no-invasivo ampliamente difundido para evaluar las medidas del cuerpo humano, las proporciones y la composición corporal. Además, puede utilizarse como un indicador tanto de condiciones relacionadas con nutrición como con la salud de las personas. Entre las ventajas que contribuyen a que la antropometría sea ampliamente aplicada pueden mencionarse ser de bajo costo, simplicidad para implementarse y contar con aceptación social. Es por ello que profesionales como nutricionistas, antropólogos y médicos emplean la antropometría en la vigilancia nutricional.

Asimismo, la antropometría es utilizada en la antropología biológica al estudiar la variabilidad humana a través de la antropometría. Además de relacionarse con la auxología que es el estudio científico del crecimiento de los organismos.

Instrumental usado para realizar mediciones antropométricas
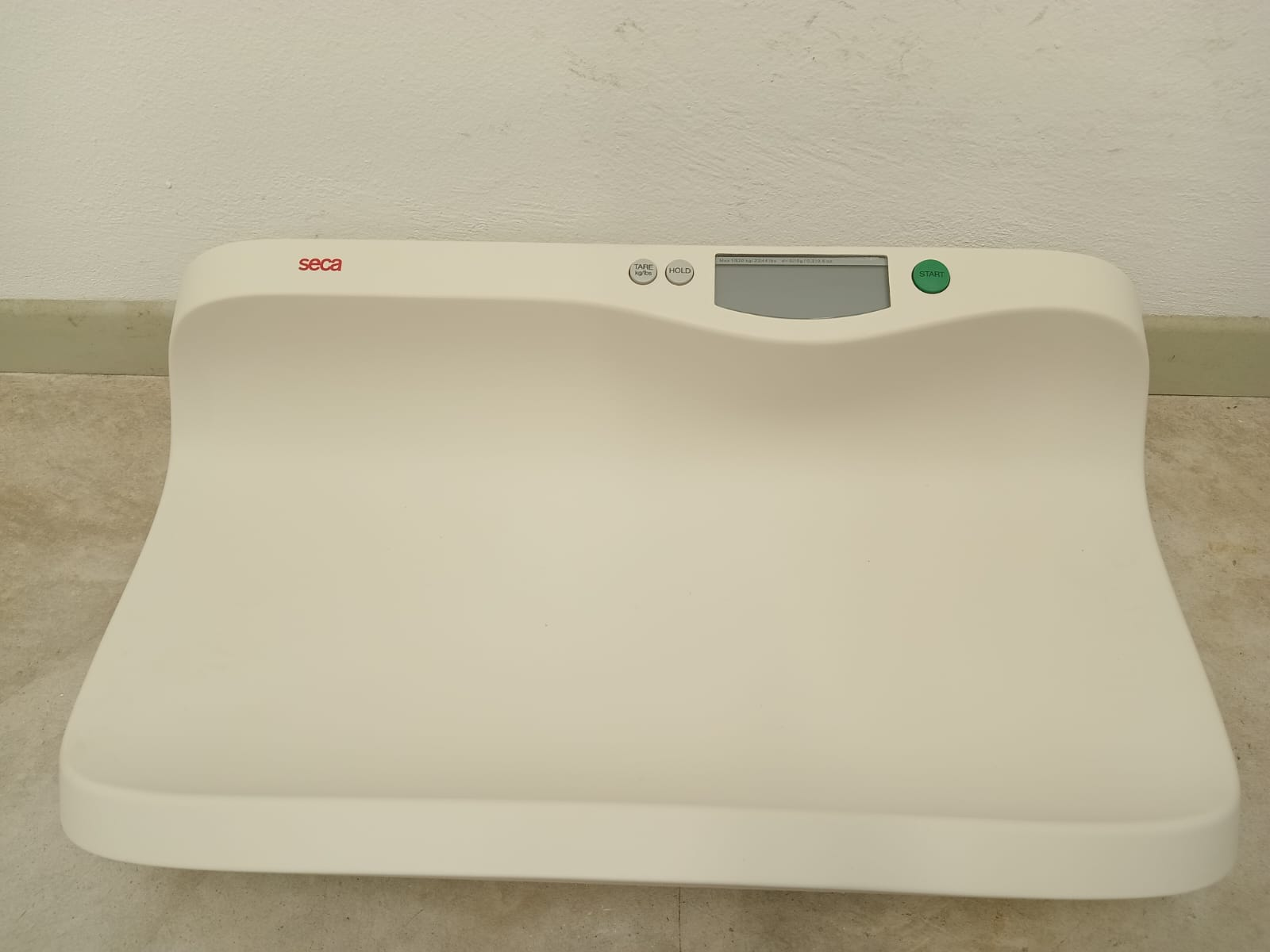
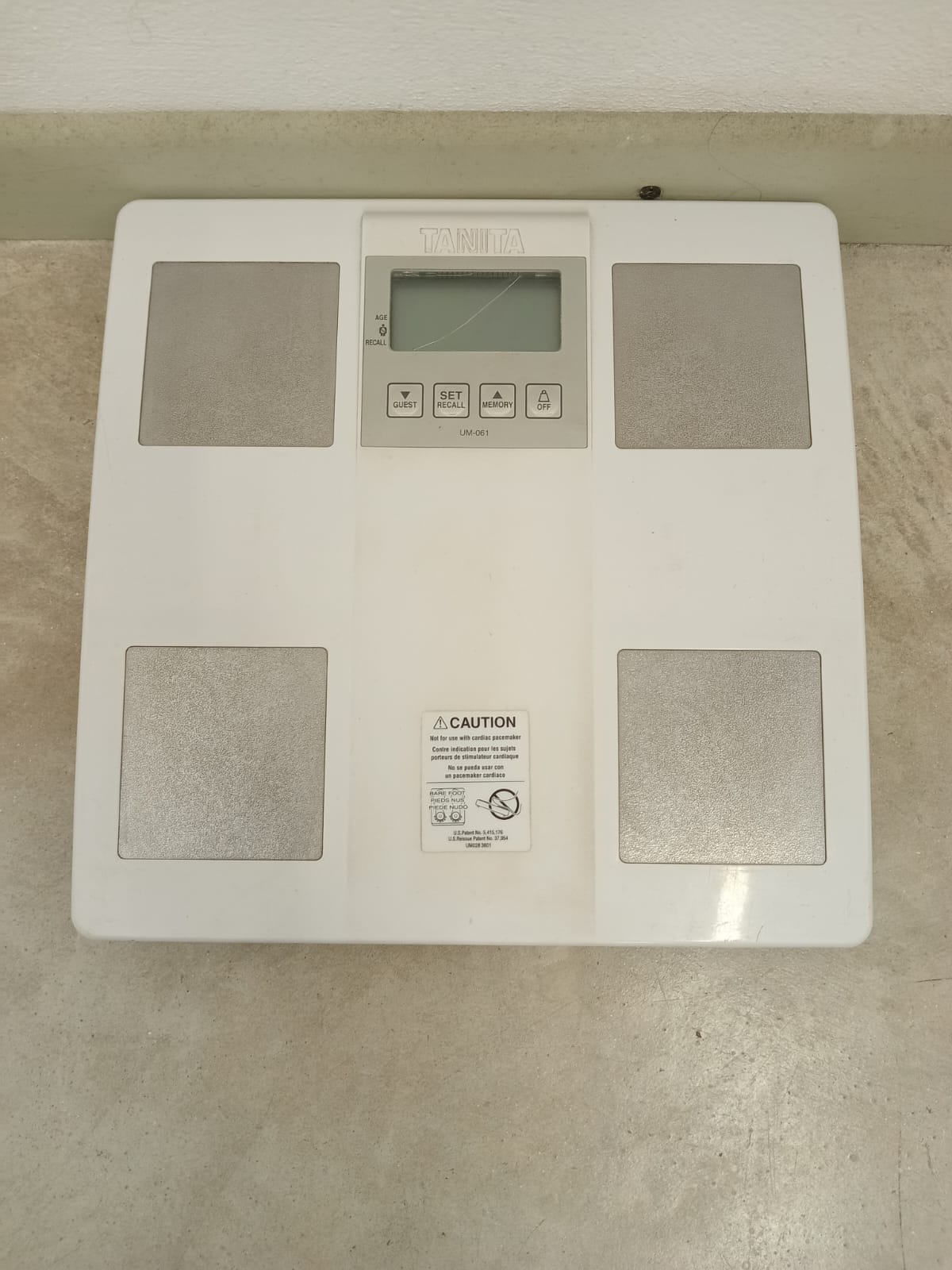
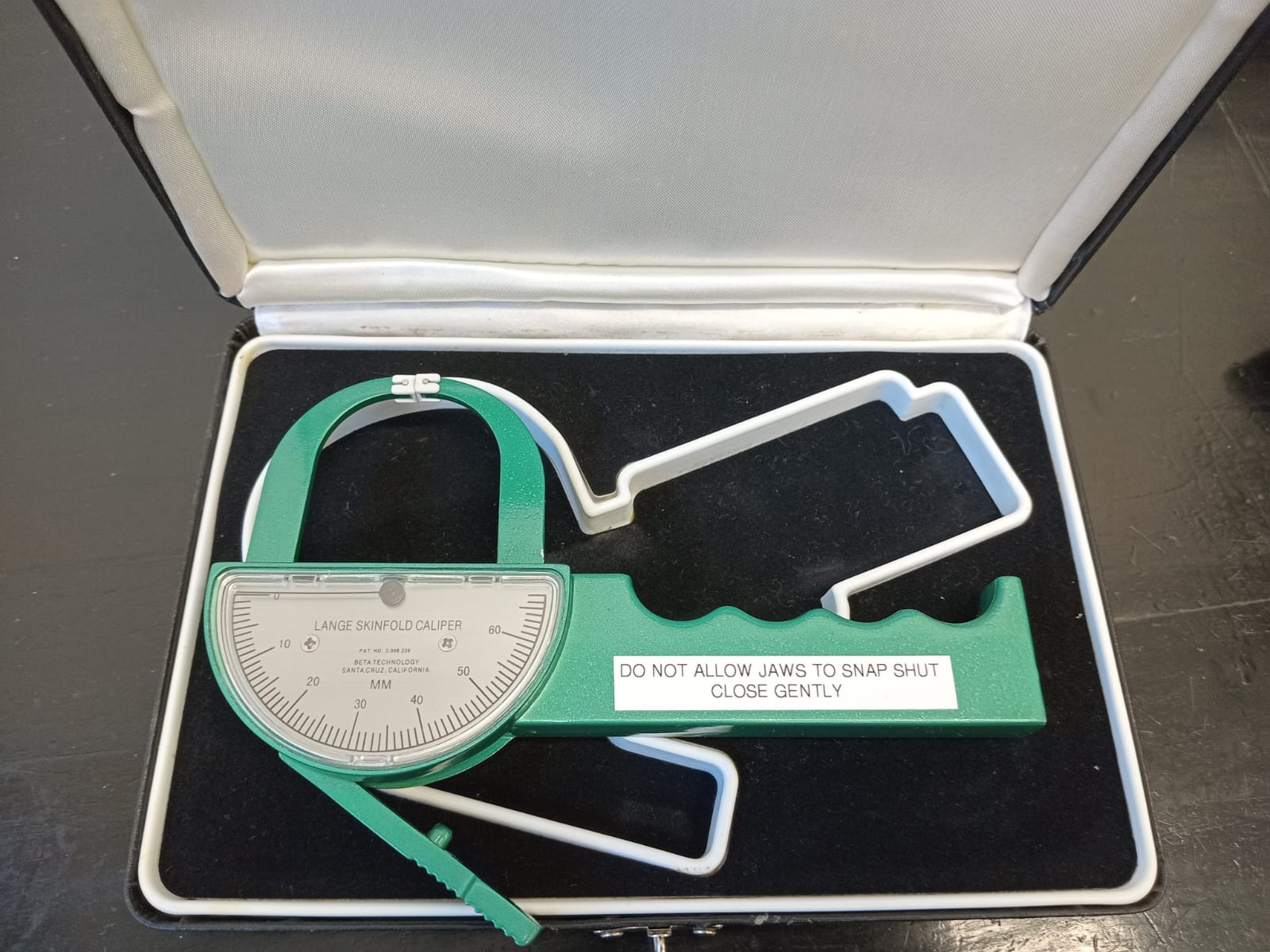
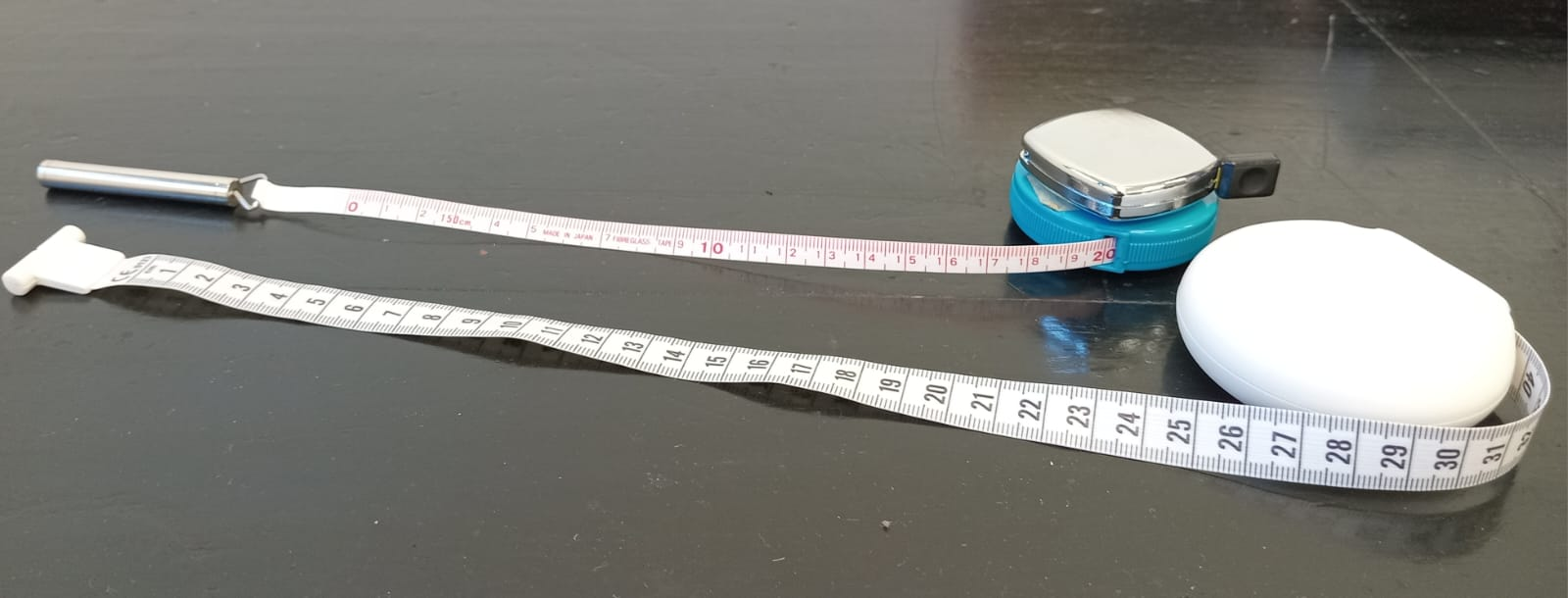

En la rama de la Antropometría Forense tiene como objetivo la identificación y reconstrucción de cuerpos que por su estado actual no son fáciles de identificar, esta rama de las ciencias forenses es utilizada en la identificación de cadáveres (incluso cuando se encuentran en estado esquelético) aunque también es de gran utilidad.
En el presente, la antropometría cumple una función importante en el diseño industrial, en la industria de diseños de indumentaria, en la ergonomía, la biomecánica y en la arquitectura, donde se emplean datos sobre la distribución de medidas corporales de la población para optimizar los productos.
Los cambios ocurridos en los estilos de vida, en la nutrición y en la composición racial y/o étnica de las poblaciones, conllevan a cambios en la distribución de las dimensiones corporales (por ejemplo: obesidad) y con ellos surge la necesidad de actualizar constantemente la base de datos antropométricos.

## Historia
La historia de la antropometría incluye y abarca varios conceptos, tanto científicos como pseudocientíficos, como la craneometría, la paleoantropología, la antropología biológica, la frenología, la fisonomía, la medicina forense, la criminología, la fitogeografía, los orígenes humanos y la descripción craneofacial, así como las correlaciones entre diversas antropometrías e identidad personal, tipología mental, personalidad, bóveda craneal y tamaño del cerebro, y otros factores.
En varios momentos de la historia, las aplicaciones de la antropometría han variado mucho, desde la descripción científica precisa y el análisis epidemiológico hasta la justificación de la eugenesia y los movimientos sociales abiertamente racistas, y sus puntos de interés han sido numerosos, diversos y, a veces, muy inesperados.

## Aplicaciones en la ciencia

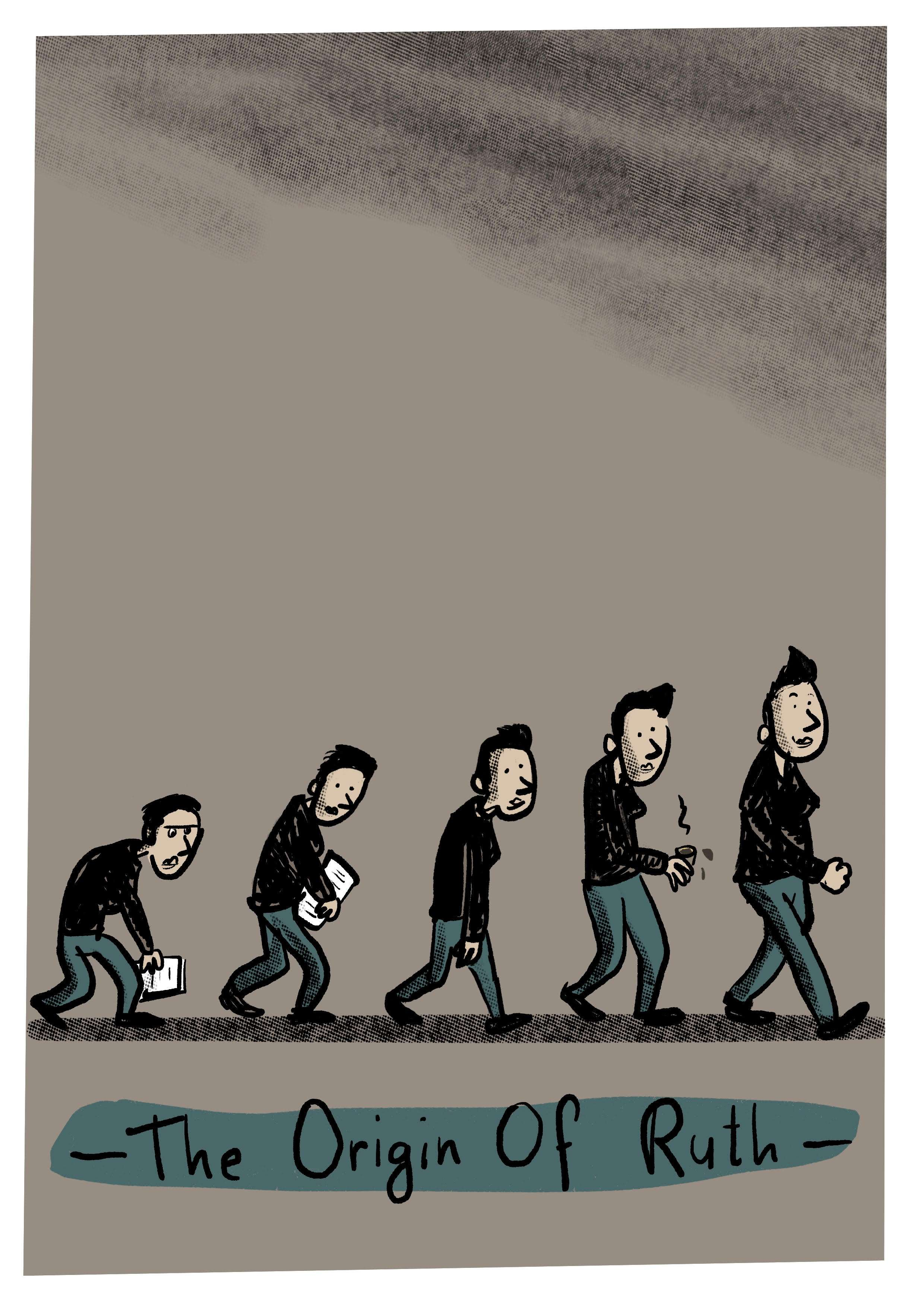
Avance y adaptación física.

Los estudios antropométricos actuales se llevan a cabo para investigar el significado evolutivo de las diferencias en la proporción corporal entre poblaciones cuyos antepasados vivieron en diferentes ambientes. Las poblaciones humanas exhiben patrones de variación climática similares a los de otros mamíferos de cuerpo grande, siguiendo la regla de Bergmann, que establece que los individuos en climas fríos tenderán a ser más grandes que los de climas cálidos, y la regla de Allen, que establece que los individuos en climas fríos tienden a tener extremidades más cortas y rechonchas que las de los climas cálidos.
En un nivel microevolutivo, los antropólogos utilizan la variación antropométrica para reconstruir la historia de la población a pequeña escala. Por ejemplo, los estudios de John Relethford sobre datos antropométricos de Irlanda de principios del siglo XX muestran que los patrones geográficos de las proporciones corporales todavía muestran rastros de las invasiones de los ingleses y nórdicos hace siglos.
De manera similar, se utilizaron índices antropométricos, es decir, la comparación de la estatura humana, para ilustrar las tendencias antropométricas. Este estudio fue realizado por Jörg Baten y Sandew Hira y se basó en los hallazgos antropológicos de que la altura humana está predeterminada por la calidad de la nutrición, que solía ser mayor en los países más desarrollados. La investigación se basó en los conjuntos de datos de los inmigrantes contratados del sur de China que fueron enviados a Surinam e Indonesia e incluyó a 13 000 personas.
Se considera a la antropometría como la ciencia que estudia las medidas del cuerpo de el hombre con el fin de establecer diferencias entre individuos, grupos, razas, etc. Esta ciencia encuentra su origen en el siglo XVIII en el desarrollo de estudios de antropometría racial comparativa por parte de antropólogos físicos; aunque no fue hasta 1870 con la publicación de Anthropométrie, del matemático belga Quételet, cuando se considera su descubrimiento y estructuración científica. Pero fue a partir de 1940, con la necesidad de datos antropométricos en la industria, específicamente la bélica y la aeronáutica, cuando la antropometría se consolida y desarrolla, debido al contexto bélico mundial.
Las dimensiones del cuerpo humano varían de acuerdo al sexo, edad, raza, nivel socioeconómico, etc.; por lo que esta ciencia dedicada a investigar, recopilar y analizar estos datos, resulta una directriz en el diseño de los objetos y espacios arquitectónicos, al ser estos contenedores o prolongaciones del cuerpo y que por lo tanto, deben estar determinados por sus dimensiones.
Estas dimensiones son de dos tipos importantes: estructurales y funcionales. Las estructurales son las de la cabeza, troncos y extremidades en posiciones estándar. Mientras que las funcionales o dinámicas incluyen medidas tomadas durante el movimiento realizado por el cuerpo en actividades específicas. Al conocer estos datos se conocen los espacios mínimos que el hombre necesita para desenvolverse diariamente, los cuales deben de ser considerados en el diseño de su entorno.
Aunque los estudios antropométricos resultan un importante apoyo para saber la relación de las dimensiones del hombre y el espacio que este necesita para realizar sus actividades, en la práctica se deberán tomar en cuenta las características específicas de cada situación, debido a la diversidad antes mencionada; logrando así la optimización en el proyecto a desarrollar. La primera tabla antropométrica para una población industrial hispana se realizó en 1996 en Puerto Rico por Zulma R. Toro y Marco A. Henrich.

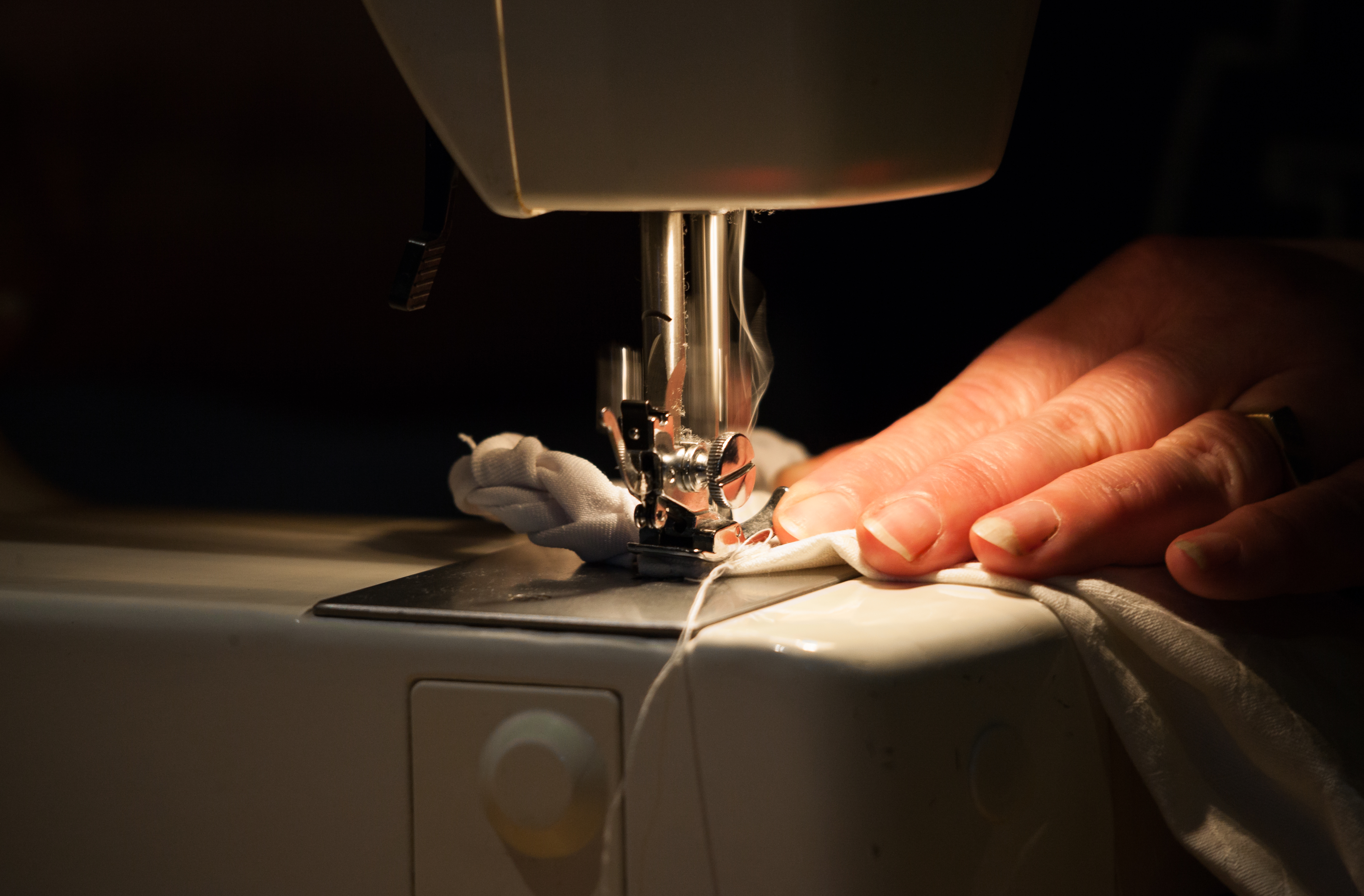
Medidas en confección.

Entre sus disciplinas aplicadas encuentra la Cineantropometría.

## Antropometría en vestimenta y costura
La altura corporal de un individuo a menudo se considera algo importante, especialmente en lo que respecta a la causa de la altura corporal final de un individuo. 
La antropometría es la ciencia de la medición y el arte de la aplicación que establece la geometría física, las propiedades de volumen y las capacidades de resistencia del cuerpo humano. El nombre se deriva de la palabra anthropos, que quiere decir humano, y métricos, que se refiere a la medición. La medición de los seres humanos puede ser importante para muchas aplicaciones, incluyendo entre estas a la criminología, medicina práctica y selección de personal. Sin embargo, se hará énfasis en las aplicaciones del diseño, considerando las mediciones más útiles para el mismo y se mostrará la manera en que son utilizadas para ese propósito.